# Инзерский сельсовет (Архангельский район)
Инзерский сельсовет — административно-территориальная единица и муниципальное образование в Архангельском районе Республики Башкортостан Российской Федерации.
Законом «О границах, статусе и административных центрах муниципальных образований в Республике Башкортостан» муниципальное образование наделено статусом сельского поселения.

## Население
| 2002  | 2009  | 2010  | 2012  | 2013  | 2014  | 2015  |
| ----- | ----- | ----- | ----- | ----- | ----- | ----- |
| 1678  | ↘1652 | ↘1290 | ↘1265 | ↘1251 | ↘1220 | ↘1174 |
| 2016  | 2017  |       |       |       |       |       |
| ↘1142 | ↘1112 |       |       |       |       |       |

## Состав сельского поселения
| № | Населённый пункт   | Тип населённого пункта       | Население |
| - | ------------------ | ---------------------------- | --------- |
| 1 | Валентиновка       | село, административный центр | ↘592      |
| 2 | Казанка            | село                         | ↘323      |
| 3 | Сухополь           | деревня                      | #Н/Д      |
| 4 | Верхние Лемезы     | деревня                      | ↘105      |
| 5 | Михайловка         | деревня                      | ↘77       |
| 6 | Лагутовка          | деревня                      | ↗30       |
| 7 | Верхний Фроловский | деревня                      | ↘28       |
| 8 | Алексеевское       | деревня                      | ↘20       |
| 9 | Яркинский          | деревня                      | ↘0        |

В 2005 году упразднены и исключены из  учетных данных деревня Троицко-Сафроновское и поселки Русский, Убалы.